# Europees voetballer van het jaar onder 21
Europees Voetballer van het Jaar U-21 is een prijs die wordt uitgereikt aan de beste jonge voetballer in Europa. Deze prijs wordt uitgereikt door het Italiaanse blad Guerin Sportivo, onder de naam 'Trofeo Bravo'. De Trofeo Bravo bestaat sinds 1978 en wordt gezien als het jeugdequivalent voor de Gouden Bal die door het tijdschrift France Football werd uitgereikt. Tot 1992 kwamen alleen spelers onder de 23 die uitkwamen in een Europese bekertoernooi in aanmerking voor de prijs. Sinds dat jaar kon iedere voetballer onder de 21, spelend in een Europese competitie, de prijs winnen.
Vooralsnog wonnen drie Nederlanders de prijs: Marco van Basten (1987), Patrick Kluivert (1995) en Arjen Robben (2005). Eden Hazard werd in 2011 de eerste Belg op de lijst.

## Winnaars
| Jaar | Winnaar              | Land           | Club               |
| ---- | -------------------- | -------------- | ------------------ |
| 1978 | Jimmy Case           | Engeland       | Liverpool          |
| 1979 | Garry Birtles        | Engeland       | Nottingham Forest  |
| 1980 | Hansi Müller         | West-Duitsland | VfB Stuttgart      |
| 1981 | John Wark            | Schotland      | Ipswich Town       |
| 1982 | Gary Shaw            | Engeland       | Aston Villa        |
| 1983 | Massimo Bonini       | San Marino     | Juventus           |
| 1984 | Ubaldo Righetti      | Italië         | AS Roma            |
| 1985 | Emilio Butragueño    | Spanje         | Real Madrid CF     |
| 1986 | Emilio Butragueño    | Spanje         | Real Madrid CF     |
| 1987 | Marco van Basten     | Nederland      | Ajax               |
| 1988 | Eli Ohana            | Israël         | KV Mechelen        |
| 1989 | Paolo Maldini        | Italië         | AC Milan           |
| 1990 | Roberto Baggio       | Italië         | Fiorentina         |
| 1991 | Robert Prosinečki    | Joegoslavië    | Rode Ster Belgrado |
| 1992 | Josep Guardiola      | Spanje         | FC Barcelona       |
| 1993 | Ryan Giggs           | Wales          | Manchester United  |
| 1994 | Christian Panucci    | Italië         | AC Milan           |
| 1995 | Patrick Kluivert     | Nederland      | Ajax               |
| 1996 | Alessandro Del Piero | Italië         | Juventus           |
| 1997 | Ronaldo              | Brazilië       | FC Barcelona       |
| 1998 | Ronaldo              | Brazilië       | Internazionale     |
| 1999 | Gianluigi Buffon     | Italië         | Parma AC           |
| 2000 | Iker Casillas        | Spanje         | Real Madrid CF     |
| 2001 | Owen Hargreaves      | Engeland       | Bayern München     |
| 2002 | Christoph Metzelder  | Duitsland      | Borussia Dortmund  |
| 2003 | Wayne Rooney         | Engeland       | Everton            |
| 2004 | Cristiano Ronaldo    | Portugal       | Manchester United  |
| 2005 | Arjen Robben         | Nederland      | Chelsea            |
| 2006 | Cesc Fàbregas        | Spanje         | Arsenal            |
| 2007 | Lionel Messi         | Argentinië     | FC Barcelona       |
| 2008 | Karim Benzema        | Frankrijk      | Olympique Lyon     |
| 2009 | Sergio Agüero        | Argentinië     | Atlético Madrid    |
| 2010 | Thomas Müller        | Duitsland      | FC Bayern München  |
| 2011 | Eden Hazard          | België         | Lille              |
| 2012 | Marco Verratti       | Italië         | Pescara            |
| 2013 | Isco                 | Spanje         | Málaga             |
| 2014 | Paul Pogba           | Frankrijk      | Juventus           |
| 2015 | Domenico Berardi     | Italië         | Sassuolo           |